# Patricia Clarkson
Patricia Davies Clarkson (født 29. december 1959) er en amerikansk skuespiller. Patricia Clarkson har bl.a. været nomineret til en Oscar for bedste kvindelige birolle for Pieces of April.

## Udvalgt filmografi
- De uovervindelige (1987)
- Jumanji (1995)
- Den Grønne Mil (1999)
- Far from Heaven (2002)
- Dogville (2003)
- Pieces of April (2003)
- Good Night, and Good Luck (2005)
- All the King's Men (2006)
- Vicky Cristina Barcelona (2008)
- Shutter Island (2010)